# 羅聞全
羅聞全（英語：Andrew Wen-Chuan Lo，1960年4月18日—），美籍华裔经济学家，祖籍中國廣東省梅州市。哈佛大學經濟學Ph.D.，麻省理工斯隆管理學院的Charles E. and Susan T. Harris经济学教授。羅是财经和金融经济学领域的许多学术文章的作者；他還是AlphaSimplex集团的主席兼首席投资策略师。